# Laurel und Hardy: Going Bye Bye
Going Bye Bye (deutsch: Wir verdrücken uns / Der große Fang / Auf krummen Wegen) ist eine US-amerikanische Kurzfilm-Komödie mit dem Komikerduo Laurel und Hardy in den Hauptrollen. Der Film entstand im Jahr 1934 unter der Regie von Charley Rogers und kam im Verleih von MGM in die Kinos.

## Handlung
Laurel und Hardy machen im Prozess gegen einen Übeltäter die entscheidende Aussage, die zur Verurteilung zu lebenslanger Haft führt. Der Verbrecher schwört noch im Gerichtssaal Rache und vor dem Gerichtsgebäude tritt ein Mann an die beiden heran, warnt sie und rät ihnen, aus der Stadt zu verschwinden. Laurel und Hardy beschließen, dem Rat sicherheitshalber zu folgen und das Weite zu suchen.
Sie haben nicht genug Geld, um ausreichend Benzin zu tanken, und suchen per Zeitungsannonce Mitfahrer. Die Frau, die sich meldet, entpuppt sich als Freundin des Verurteilten – was Laurel und Hardy freilich nicht wissen. Dem Übeltäter ist inzwischen die Flucht aus der Haft gelungen und er versteckt sich im Haus seiner Freundin in einer großen Kiste. Als Laurel und Hardy dort ankommen, weiß noch keiner der Beteiligten, dass die Zeit für die angekündigte Rache gekommen ist.

## Produktion
Der vom 21. bis 26. Mai 1934 in den Hal Roach Studios gedrehte Film kam am 23. Juni 1934 im Verleih von MGM in die Kinos. Der Film ist eine Adaption von Laurel und Hardys Do Detectives Think? (1927) und Motive finden sich später wieder in The Bullfighters. Als Zuschauer im Gerichtssaal trat auch Tiny Sandford auf, allerdings fiel die Aufnahme dem Schnitt zum Opfer. Die Szenen vor dem Gerichtsgebäude wurden am Rathaus (City Hall) von Culver City gedreht, wo auch Aufnahmen für County Hospital entstanden.
Der Berliner Zweig (tent) des weltweiten Laurel-und-Hardy-Freundeskreises Sons of the Desert hat GOING BYE BYE als Namenspaten gewählt, „da Berlin als heimliche Hauptstadt des Car-Sharings gilt - und genau das machen auch unsere beiden Freunde im Film!“

## Kritik
Die Kritiker bezeichnen Going Bye Bye als einen der besten Kurzfilme von Laurel und Hardy, dessen Eindruck nur durch das verrückte Ende (das Laurel als Mitautor zugeschrieben wird) getrübt werde. Gewürdigt wird der Film auch als vorzügliches Beispiel für die wundervolle Kunst des Slapsticks der Komiker: Sie begnügen sich nie damit, dass Hardy eine Tür vor der Nase zugeschlagen wird, sondern finden immer einen raffinierten Weg, die Dummheit in schneller Folge zu vervielfachen.